# The Pale King
The Pale King Brasil: O Rei Pálido  é um romance americano (inacabado) de David Foster Wallace publicado em sua versão original em 2011.
Do texto original, encontrado com 1.000 páginas divididas em 150 capítulos, o editor Michael Pietsch compilou um texto de cerca de 540 páginas e 50 capítulos, de extensão desigual, já que cerca de dez têm entre uma e quatro páginas.
As referências históricas do texto são limitadas: a ação se dá entre 1985 e 1987, o passado se limita às décadas de 1960 e 1970, e o autor certa vez se refere à atualidade da escrita do texto: "hoje em 2005..." São citados alguns nomes de políticos: Ford, Bush, Reagan e muitas referências culturais (literatura, cinema, música e esportes).